# Heidefriedhof (Dresden)

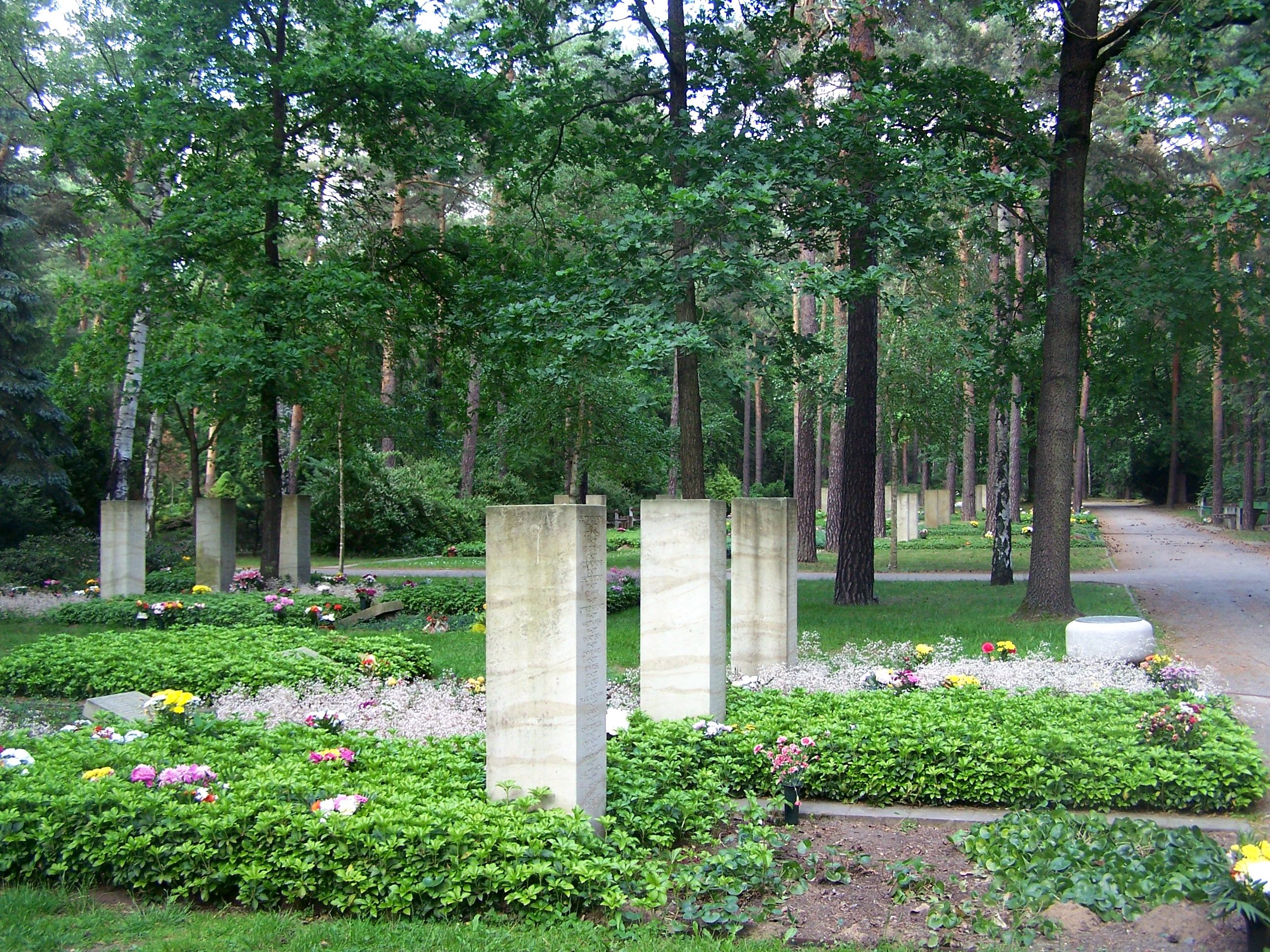
Urnengemeinschaftsgräber auf dem Heidefriedhof

Der Städtische Heidefriedhof in Dresden ist ein kommunaler Waldfriedhof am nördlichen Stadtrand mit mehreren Gedenkstätten und Ehrenhainen. Auf dem Heidefriedhof fand bis 2015 alljährlich die offizielle Kranzniederlegung für die Opfer der Bombenangriffe vom 13. bis 15. Februar 1945 statt. Er ist, nach dem 1945 angelegten Sowjetischen Garnisonfriedhof, der jüngste Friedhof Dresdens.

## Lage
Der Friedhof auf einer Fläche von 54 Hektar ist geometrisch angelegt. Der Heidefriedhof ist charakterisiert durch seinen guten Baumbestand. Dieser geht teilweise noch auf den Waldbestand der „Trachauer Neuheide“, der Jungen Heide, zurück. Von seiner Art her ist er ein Waldfriedhof mit Alleequartieren. Der Friedhof liegt im Nordwesten Dresdens in der Flur des Stadtteils Trachau, nordwestlich des Wilden Manns, und reicht bis an die Trasse der Bundesautobahn 4, die einen 80 Meter breiten Sicherheitsstreifen entfernt ist. Der Haupteingang befindet sich an der Moritzburger Landstraße. An diesem Haupteingang befinden sich der Besucherparkplatz und eine Bushaltestelle der Dresdner Verkehrsbetriebe.
Die an der Moritzburger Landstraße beginnende Hauptallee führt zur Feierhalle, welche auf der linken Seite liegt. Auf der rechten Seite der Hauptallee zweigt hier der Weg durch den Ehrenhain für die Opfer von Krieg und Gewaltherrschaft ab, der bis zu den Massengräbern mit den Opfern der Luftangriffe auf Dresden führt. Die Hauptallee etwas weiter befindet sich rechts die Urnengemeinschaftsanlage. Dem Haupteingang gegenüber liegt der Nebeneingang auf der Radebeuler Seite. Weitere, kleinere Eingänge finden sich im Waldgebiet um den Friedhof herum.
Der Heidefriedhof liegt im Landschaftsschutzgebiet Dresdner Heide.

## Geschichte
Erste Planungen auf Grund des Bedarfs an nichtkonfessioneller Friedhofsfläche wurden 1913 von Stadtbaudirektor Hans Erlwein geführt. Der Erste Weltkrieg und die nachfolgende Inflation verzögerten die Ausführung.
Das Gelände des städtischen Heidefriedhof an der Moritzburger Landstraße wurde 1927 nach Dresden eingemeindet. Ein nach einigen Verhandlungen im Jahre 1928 genehmigtes Areal für einen jüdischen Begräbnisort konnte im Zuge der Machtergreifung der Nationalsozialisten jedoch nicht eingerichtet werden.
Die Friedhofsgebäude stammen von dem im Stadtbauamt beschäftigten Architekten Pohl, für die Anlagen war der Stadtgartendirektor Heinrich Balke zuständig. Ursprünglich war für den Friedhof eine Fläche von 75 Hektar geplant, allerdings musste die Fläche des Friedhofes durch den Bau der Reichsautobahn 4 auf etwa 53 Hektar verringert werden. Der Baumbestand wurde größtenteils belassen und der Charakter einer Heidelandschaft sogar noch verstärkt, unter anderem durch die Anpflanzung zehntausender Erika-Pflanzen aus der Lüneburger Heide.
Die erste Urnenbeisetzung erfolgte 1936, die erste Erdbestattung im Jahr darauf. Als 1934 der Waldfriedhof Trachau angelegt wurde, entstand im hinteren Teil ein Hain für die Gefallenen des Ersten Weltkrieges. Dieser Bestandteil des Friedhofes war als Gedenkstätte an die Gefallenen in Form eines altgermanischen Thingplatzes gebildet, wie sie im beginnenden Nationalsozialismus mit der Thingbewegung der Nazis an zahlreichen Orten in Deutschland entstanden. Die Symbolik umfasste steinerne Eichenlaubkränze, das Eiserne Kreuz und Hakenkreuze. Es war eine Feierhalle für die Kriegsgefallenen vorgesehen. Während des Zweiten Weltkrieges konnte diese Gedenkstätte jedoch nicht fertiggestellt werden.
Nach den Luftangriffen auf Dresden am 13./14. Februar 1945 wurden die Toten der Bombardements überwiegend auf dem Heidefriedhof bestattet. Im Jahre 1948 wurde die nationalsozialistische Symbolik des Thingplatzes beseitigt. Dabei wurde eine erste Gestaltung für die hier belegten Massengräber mit Bombenopfern ausgeführt.
1951 wurde zwischen Hauptweg und dem Gedenkrondell eine Gedenkstätte für die Opfer des Faschismus eingerichtet. Symbol dieser Anlage war das auf der Spitze stehende rote Dreieck. Diese rote Markierung für politisch Verfolgte in den Konzentrationslagern symbolisierte solche Anlagen überall in der DDR. Neben der Zusammenlegung sterblicher Überreste von Hingerichteten und im Gefängnis oder KZ Verstorbener wurde eine zentrale Beisetzungsstätte für die „anerkannten Verfolgten des Naziregimes“ geschaffen. Diese Anlage beruhte auf einem Entwurf des Baurates Leibhold vom Entwurfsamt der Stadt Dresden.
Im Zusammenhang mit den 1964 geplanten umfangreichen Bauarbeiten für den zentralen Ehrenhain war hier auch der Neubau eines Krematoriums geplant. Gleichzeitig war die Neugestaltung der bestehenden Feierhalle geplant. Das Krematorium und die neue Feierhalle sollten die Anlage in Tolkewitz ersetzen. Auch die begrenzte Kapazität im Krematorium Meißen führte zu damals noch ungewohnt langen Wartezeiten. Die Bauarbeiten für das Krematorium hinter der Feierhalle wurden bereits vorbereitet. Auf Grund finanzieller und sakraler Entscheidungen wurde allerdings der Neubau zu Gunsten einer Erweiterung des Krematoriums Tolkewitz eingestellt.

## Gedenkanlage der Opfer von Krieg und Gewaltherrschaft
In den Jahren 1964/1965 wurden die bestehenden Anlagen der Bombenopfer, der Verfolgten des Naziregimes und der Kriegsgefallenen des Ersten Weltkrieges zu einem einheitlichen Ehrenhain geschaffen. Für diese Bauarbeiten wurde eine Baustraße durch den hinteren nördlichen Teil gelegt, in dem sich der Thingplatz noch formal befand. Bei der pflanzlichen Umgestaltung der Grabanlagen fanden auch freiwillige Arbeitseinsätze im Rahmen des Nationalen Aufbauwerks (NAW) statt. Diese Gesamtanlage wurde als zentrale „antifaschistische und antimilitaristische“ Gedenkstätte für Dresden gestaltet.

### Ehrenhain für die Opfer des Faschismus

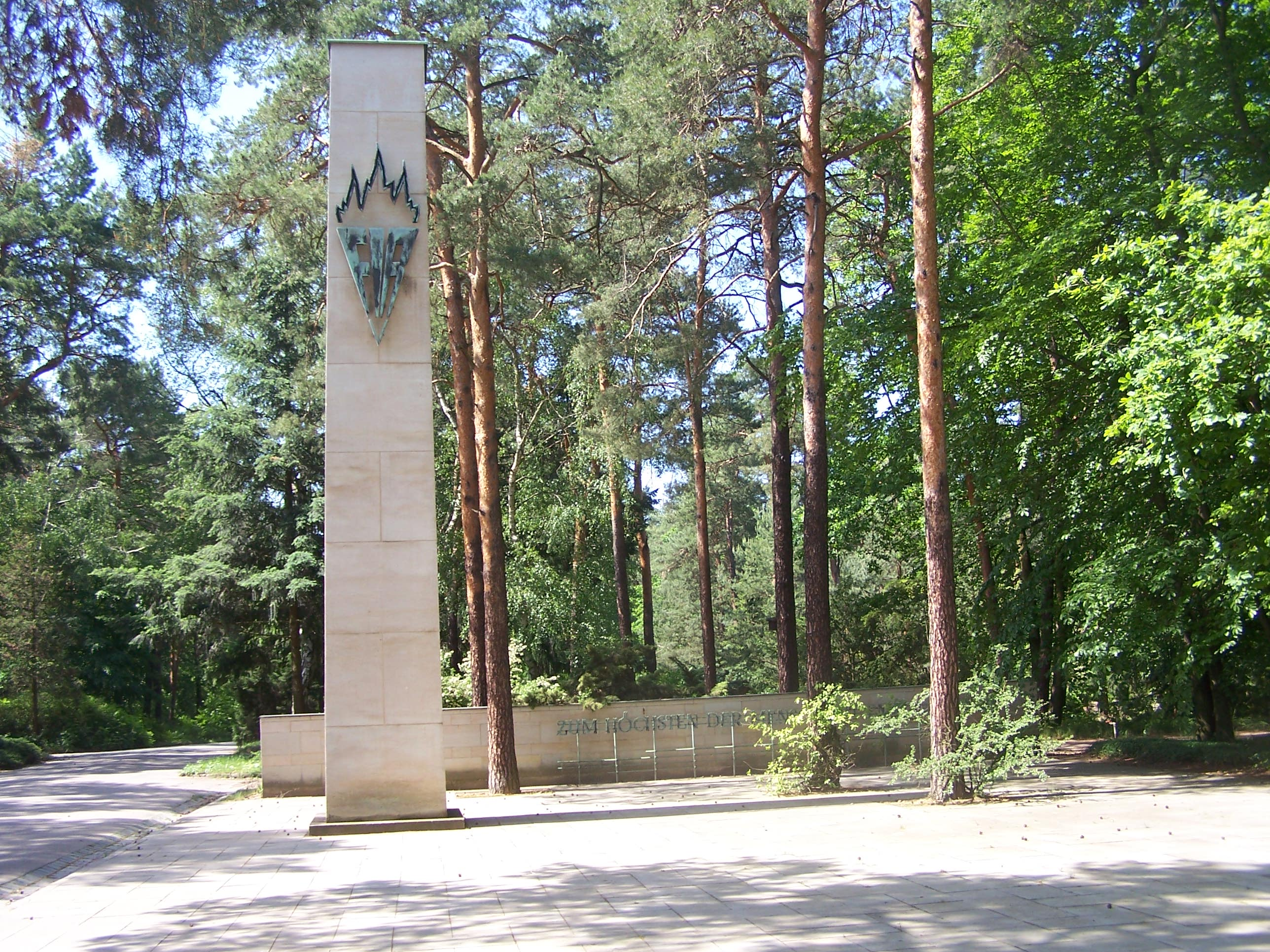
FIR-Obelisk, rechts davon die Mauer mit Inschrift

Nach dem Krieg war zunächst ein Holzkreuz aufgestellt worden, das gegenüber der Feierhalle den Eingang zu den Anlagen der „Opfer von Krieg und Faschismus“ markierte. Seit 1964 markiert gegenüber der Feierhalle ein hoher Obelisk mit dem Zeichen der Internationalen Föderation der Widerstandskämpfer (FIR – Fédération Internationale des Résistants) den Eingang zum Ehrenhain. Die daneben errichtete Mauer trägt die Inschrift: Zum Höchsten der Menschheit emporgestrebt.
Diese Kennzeichnung mit dem internationalen FIR-Zeichen statt des roten Dreiecks der VVN ist dem Zeitereignis geschuldet. Die bis dahin in beiden Teilen Deutschlands existierende Vereinigung der Verfolgten des Naziregimes (VVN) wurde in der DDR aufgehoben, um den Vorwurf der kommunistischen Führung vom westdeutschen Verband zu nehmen. Die Zugehörigkeit wurde durch einen amtlichen Status als „Anerkannter Verfolgter des Nationalsozialismus“ ersetzt. Die Bedeutung der Friedhofsanlage an sich blieb davon unberührt. Die dem gesamten Ehrenhain vorgelagerten Begräbnisstätten wurden aber dem internationalen Kampf gegen Krieg und Militarismus gewidmet.

### Gemeinschaftsanlage der Verfolgten des Nationalsozialismus

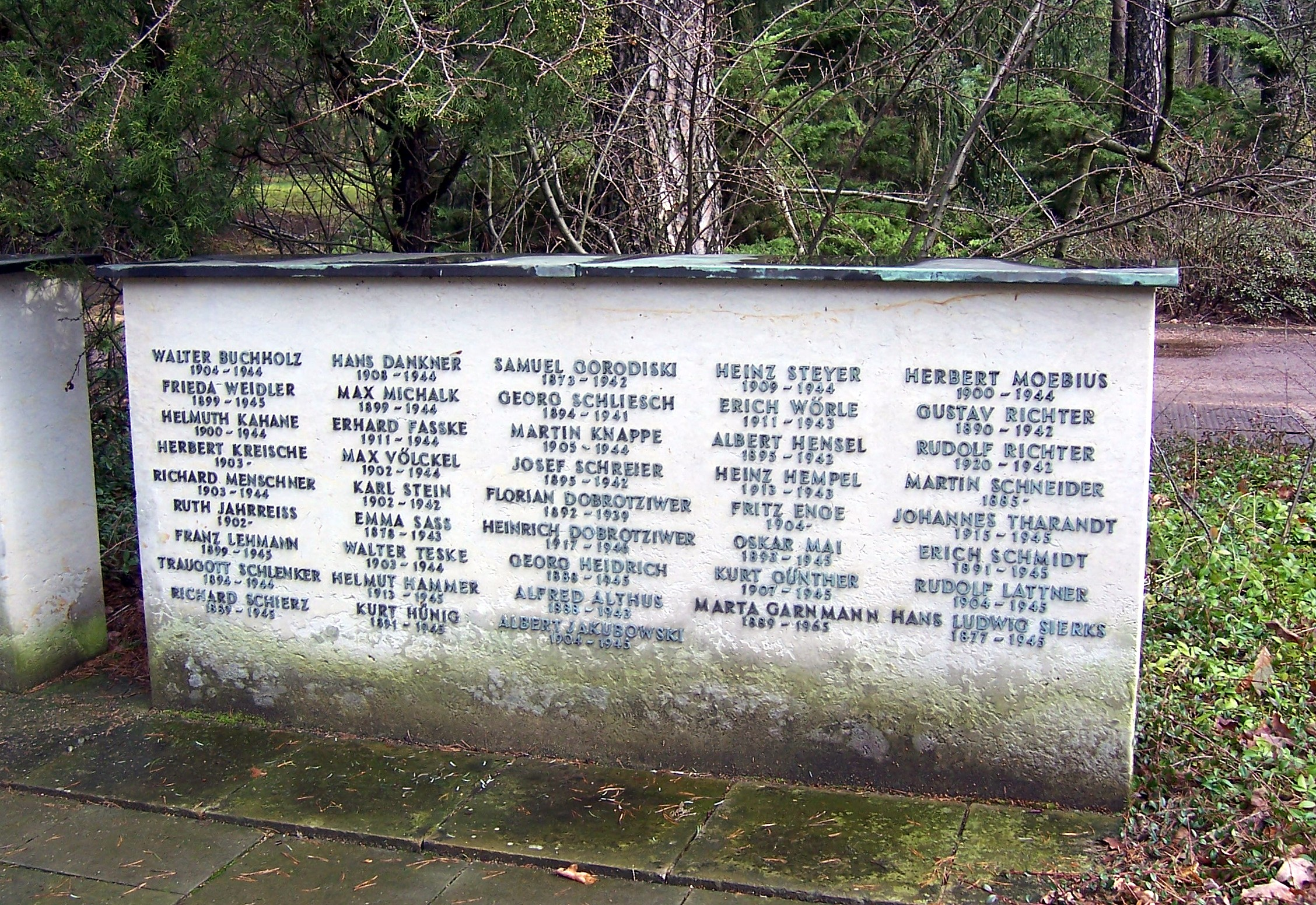
Ein Block der Gemeinschaftsanlage der Verfolgten des Nationalsozialismus

Im Ehrenhain stehen auf beiden Seiten eines breiten Weges Stelen und Blöcke, auf denen die Namen und Lebensdaten Hunderter Gegner des Nationalsozialismus aus Dresden verzeichnet sind. Hier ruhen Urnen mit den Überresten von Verfolgten, die in der Zeit von 1933 bis 1945 ermordet wurden. Es ist auch der Bestattungsort für alle nach dem Krieg Verstorbenen, die den Status „VdN“ (Verfolgter des Naziregimes) hatten. Dieser Status steht für alle während der Zeit des Nationalsozialismus aus politischen, rassistischen, ethnischen oder anderen Gründen verfolgten Personen. Dieser Personenkreis saß in Konzentrationslagern, Internierungslagern und Gefängnissen ein oder musste über längere Zeit Entbehrungen in Kauf nehmen, weil sie der Gefangenschaft entkommen waren. Am Eingang zum Ehrenhain finden sich Grabplatten mit Namen von Verfolgten, die bis 1945 verstorben waren und deren Bestattung hier nur noch symbolisch erfolgt ist.
Im Übergang zum zentralen Rondell befinden sich beidseits einzelne Urnengräber von Persönlichkeiten des öffentlichen Lebens Dresdens, die sich nach 1945 besondere Verdienste beim Aufbau der „neuen Ordnung“ erworben hatten.

### Rondell

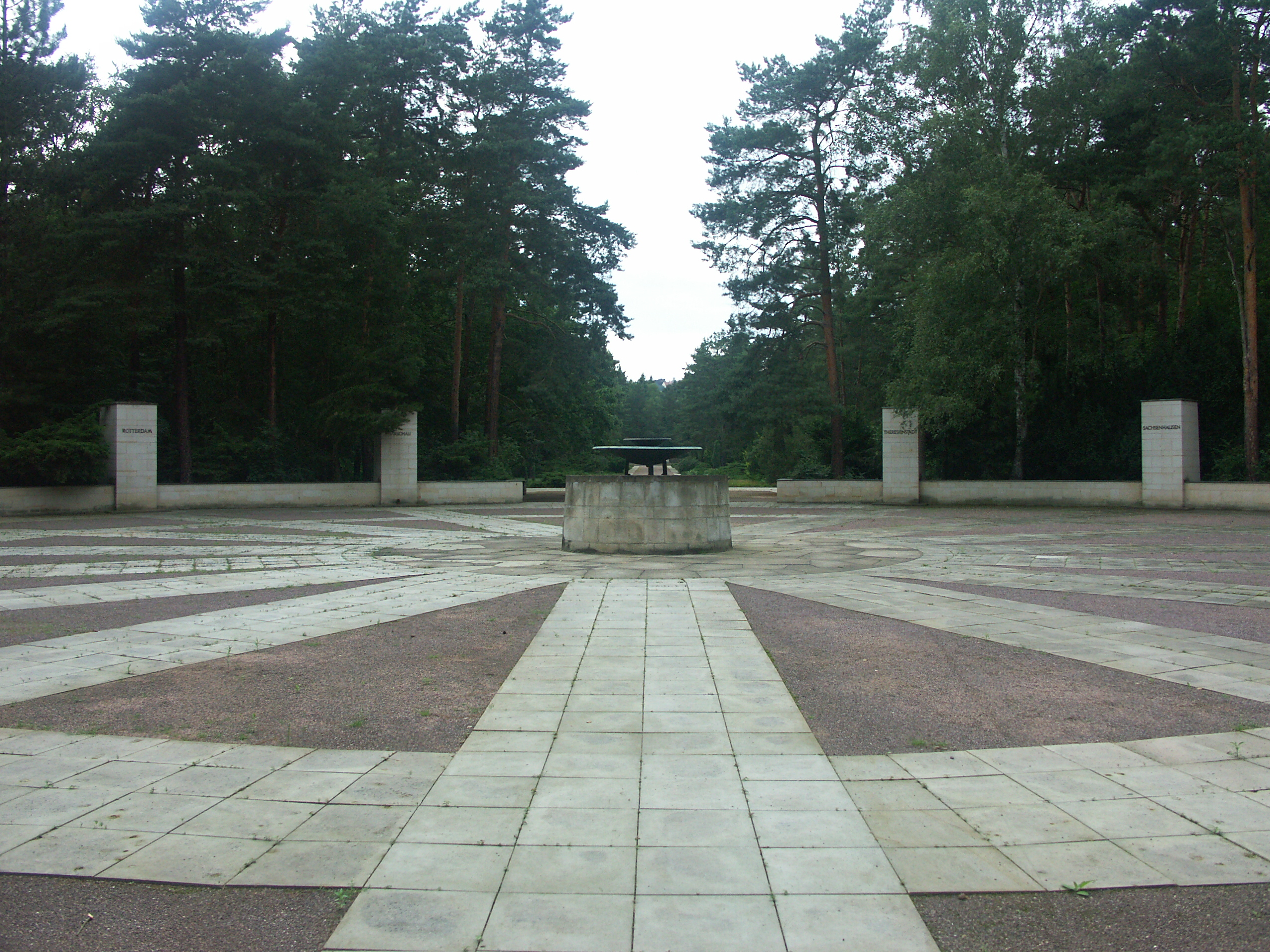
Das Rondell

Das vorhandene Rondell zwischen VdN-Hain und den Massengräbern von 1945 wurde 1965 zum „Rondell im Ehrenhain“ umgestaltet und ausgebaut. Bei der völligen Neugestaltung zum Gedenken gegen „Krieg und Faschismus“ wurde die Kreisform beibehalten.
Es wurde eine zentrale Opferschale aufgestellt, die von 14 Sandsteinsäulen umgeben ist. Stellvertretend für die Stätten des Krieges wurden 14 Orte ausgewählt. Für die Vernichtungslager stehen sieben Säulen für die Konzentrationslager von Auschwitz, Bergen-Belsen, Buchenwald, Dachau, Ravensbrück, Sachsenhausen und Theresienstadt. Die Zerstörungen durch Kriegshandlungen der deutschen Wehrmacht werden durch Coventry, Leningrad, Rotterdam und Warschau symbolisiert. Für die Massaker an der Zivilbevölkerung durch Wehrmacht und SS stehen Lidice und Oradour. Die Stele mit der Aufschrift Dresden erinnert an die Bombardierung Dresdens und die zivilen Opfer im Ergebnis des Kriegsverlaufs. Dresden ist zwischen Coventry und Leningrad gesetzt.

### Gedenkstätte für die Opfer des 13. und 14.Februar 1945

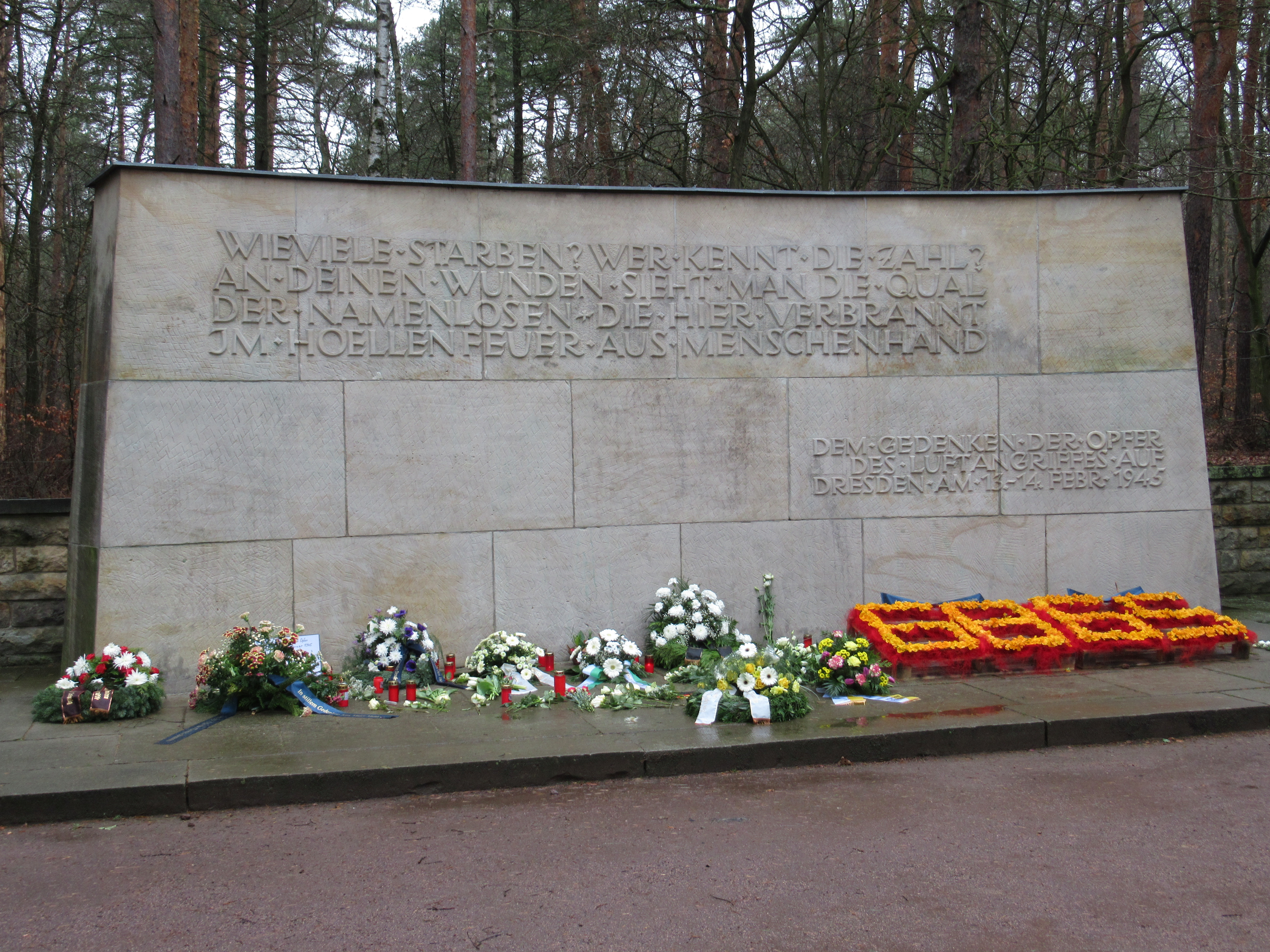
Die Sandsteinmauer zum Gedenken der Opfer der Luftangriffe auf Dresden

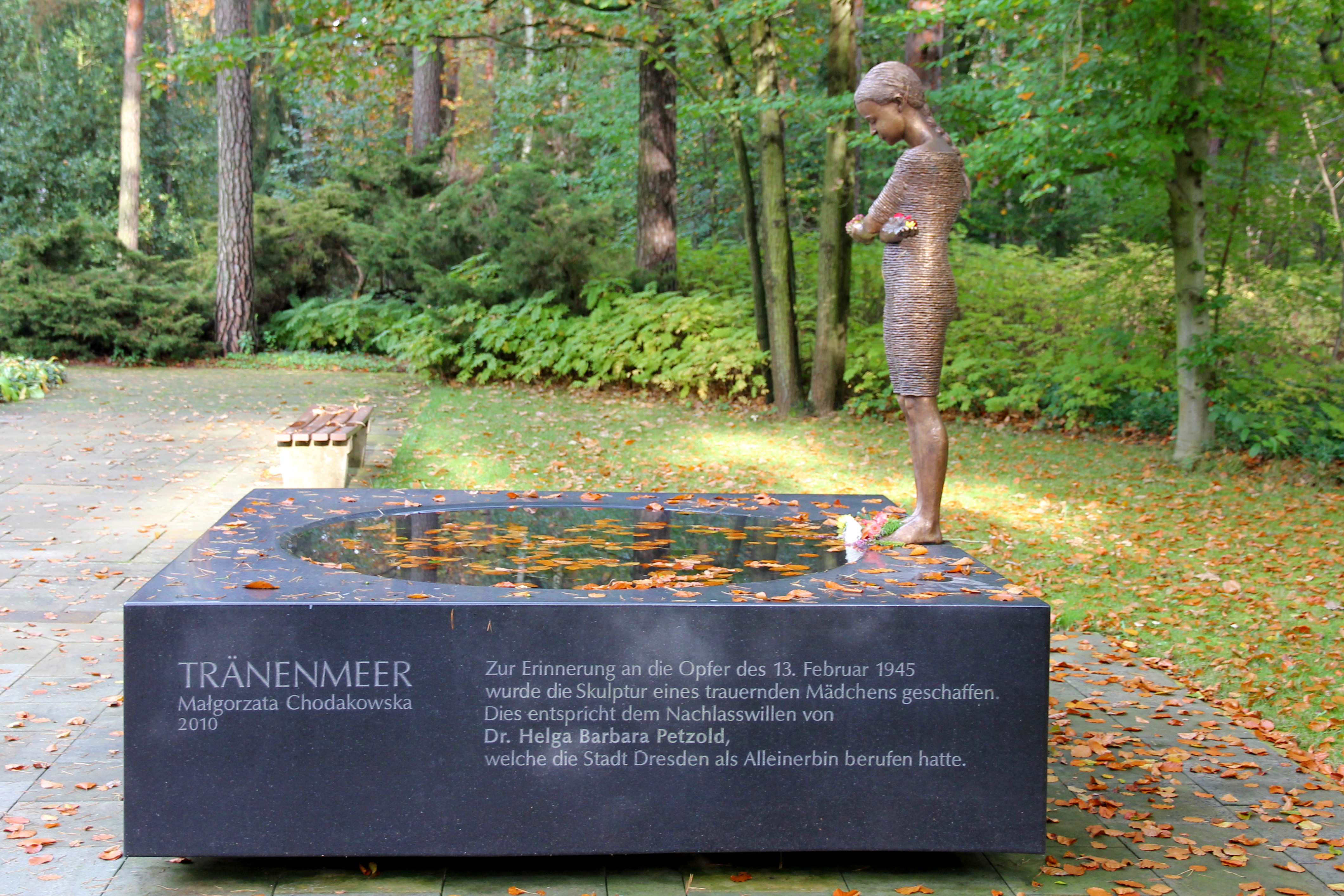
Skulptur Trauerndes Mädchen am Tränenmeer mit Wasserbecken

Hinter dem Rondell führt ein Weg zu einer Gedenkstätte für die Toten der Luftangriffe auf Dresden im Februar 1945. Mehr als 11.500 Opfer liegen hier entlang des Weges in Massengräbern. Ein „Aschegrab“ enthält die sterblichen Überreste von weiteren 6.865 Toten, die wegen der Seuchengefahr auf dem Altmarkt auf behelfsmäßigen Rosten (z. T. aus Eisenbahnschienen) mithilfe von Flammenwerfern verbrannt wurden. Insgesamt wurden somit 18.365 Bombenopfer auf dem Heidefriedhof beigesetzt. Das entspricht auch den deutsch- und englischsprachigen Angaben auf der Informationstafel in der Nähe des Aschegrabs.
Links und rechts dieses Weges liegen je vier Steinplatten mit Inschriften.
- Die Toten leben indem sie uns mahnen
- Wir ehren die Toten im Kampf für den Frieden
- Gedenken der Toten damit das Leben siege
- Eine Forderung an uns für den Frieden leben
- Der Frieden besiegt den Tod und den Krieg
- Die Arbeit krönt den Menschen nicht der Krieg
- Nie wieder geschehe was hier geschah sei unser Schwur
- Ihr lebt in unserem Aufbau fort

Hinter dem Massengrab steht eine Sandstein-Wand mit einer Inschrift des Dresdner Schriftstellers Max Zimmering:

„Wie viele starben? Wer kennt die Zahl?//An Deinen Wunden sieht man die Qual//Der Namenlosen die hier verbrannt//Im Höllenfeuer aus Menschenhand.“

Das Denkmal war in der Nacht zum 27. Januar 2021 Ziel eines Anschlags. Mit schwarzer Farbe wurde mit großen Buchstaben flächendeckend auf den Sandstein gesprüht: „Deutschland und Dresden – Keine Opfer sondern Täter“.
Seit 2010 existiert zudem die aus einer privaten Stiftung finanzierte Skulptur Trauerndes Mädchen am Tränenmeer, welche die in Dresden lebende polnische Künstlerin Małgorzata Chodakowska geschaffen hat. Die Skulptur eines Mädchens steht neben der Friedhofshalle vor einer großen schwarzen Marmorschale mit Blick auf den Ehrenhain und wurde zur Erinnerung an die Opfer des 13. und 14. Februar 1945 geschaffen.

### Gedenkstätte für Kriegsgefangene und Zwangsarbeiter aus der Sowjetunion

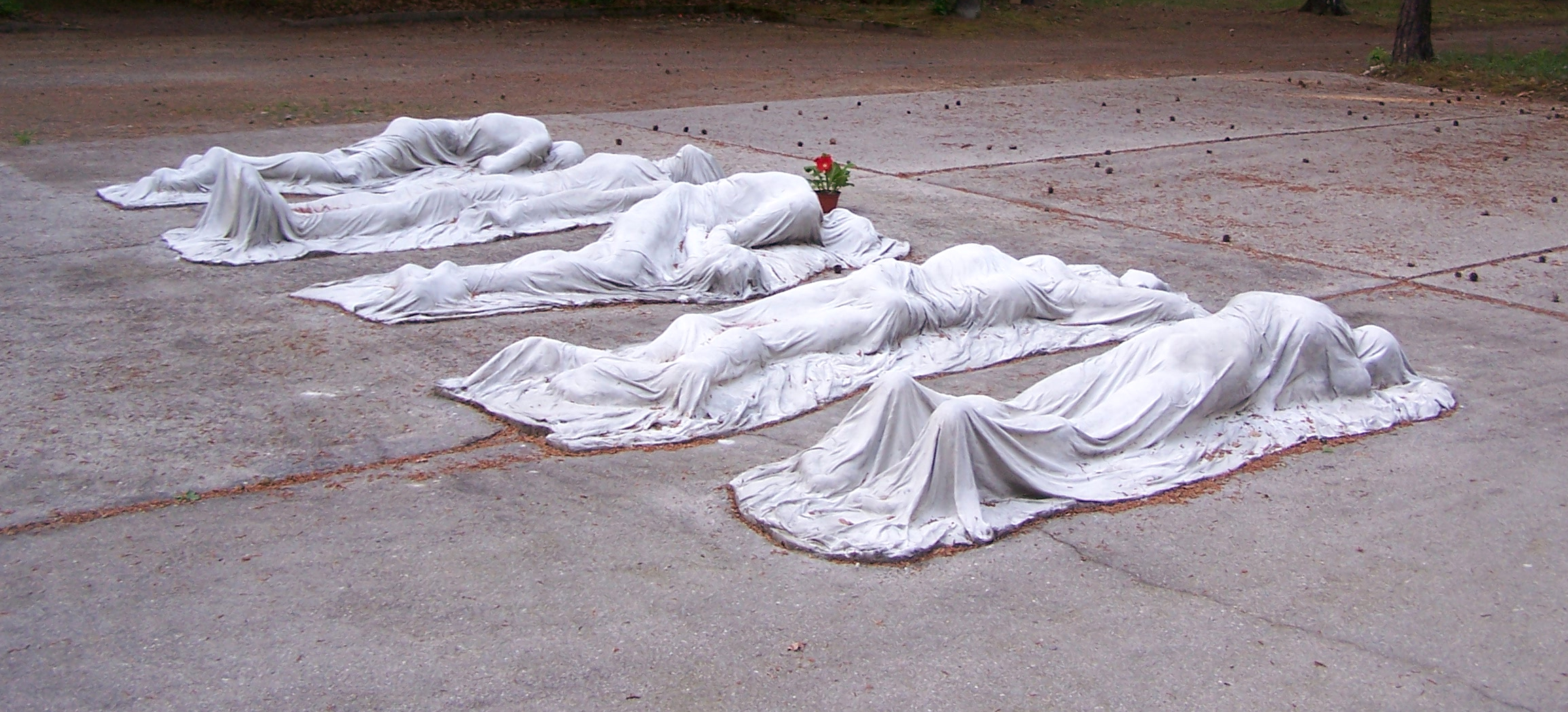
Gedenkstätte für Kriegsgefangene und Zwangsarbeiter aus der Sowjetunion

Am 8. Mai 1989 wurde die von der Bildhauerin Thea Richter geschaffene Gedenkstätte für Kriegsgefangene und Zwangsarbeiter aus der Sowjetunion eingeweiht. Die Anlage befindet sich rechts des Hauptweges vor der halbanonymen Gemeinschaftsanlage, etwas abseits des großen Ehrenhains. Es zeigt fünf überlebensgroße liegende menschliche Körper auf einer großen Betonfläche, die mit steinernen Leichentüchern bedeckt sind. Zwei Metallplatten davor erläutern den Kontext.

„Zum Gedenken an hunderte Kriegsgefangene und Zwangsarbeiter aus der Sowjetunion, die in den Jahren 1941 bis 1945 fern ihrer Heimat in Dresden starben.

Ihnen zur Ehre und uns zur Mahnung ist hier Erde bewahrt von ihren Gräbern, dem Äußeren Matthäus-Friedhof, dem Johannisfriedhof, dem Urnenhain, der Feuerbestattungsanstalt Tolkewitz.“

### Kleiner Ehrenhain

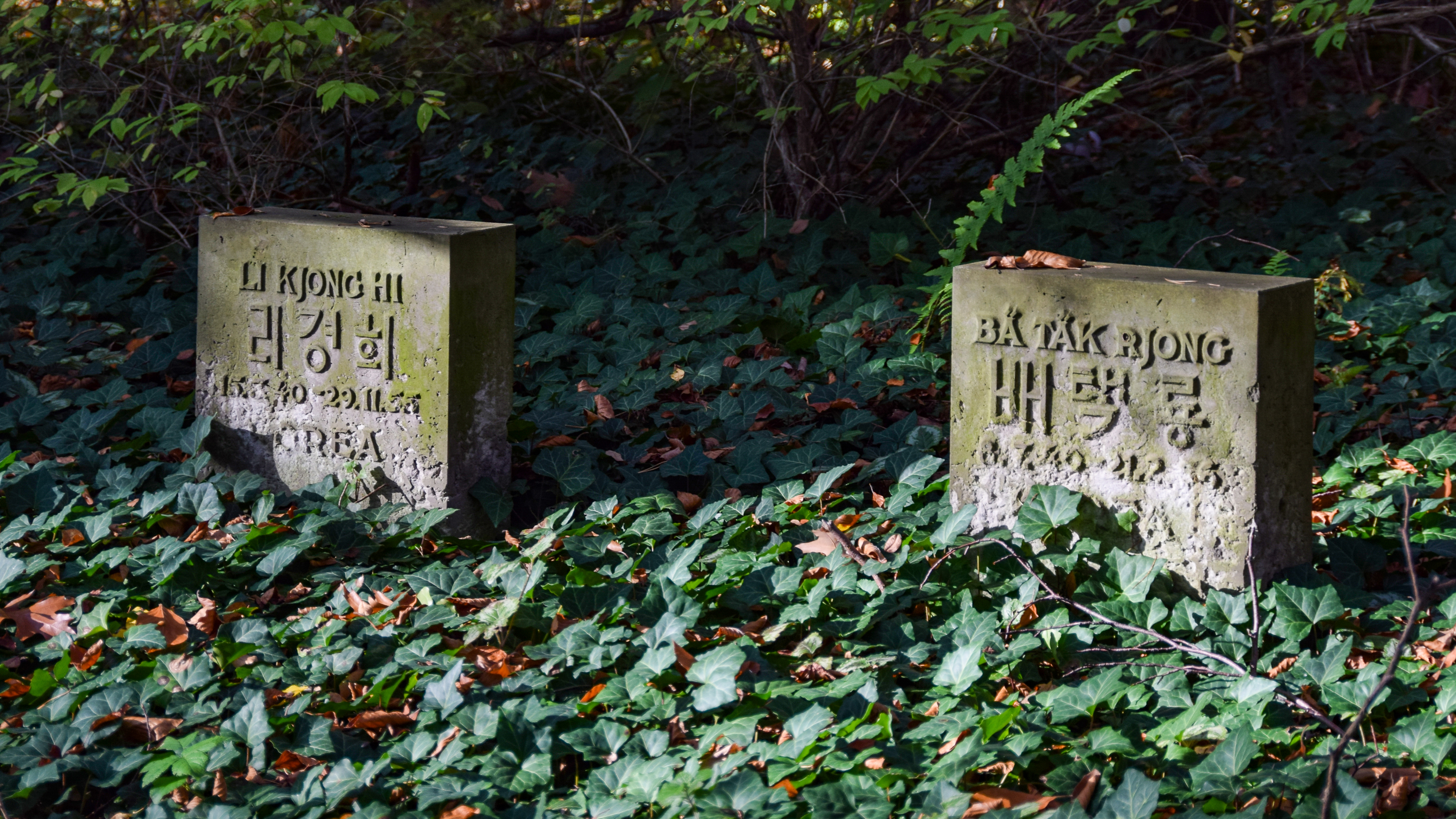
Zwei Grabsteine für Koreaner auf dem Friedhof

Bereits in den 1950er Jahren war im Grabfeld 22 ein provisorischer Ehrenhain eingerichtet worden, bevor im September 1965 der heutige Ehrenhain eingeweiht wurde. Den Mittelpunkt bildet eine Stele mit der Inschrift Ihr Leben war Kampf gegen den Faschismus.
Darum gruppiert wurden Gräber griechischer Patrioten, die in der Zeit der Militärdiktatur in Griechenland (1967–1974) ein Exil in Radebeul fanden.
Hier befinden sich auch Grabsteine für Koreaner, die während und im Ergebnis des Koreakrieges Unterkunft und Asyl in Dresden fanden. Diese Gruppe von Koreanern kehrte auf Anweisung von Kim Il Sung nach Hause zurück, die Verstorbenen verblieben hier.
Der Gedenkstein für Rosa Menzer und die Grabstätte der Dresdner Künstler und Widerstandskämpfer Hans Grundig (19. Februar 1901 bis 11. September 1958) und Lea Grundig (23. März 1906 bis 10. Oktober 1977) befinden sich ebenfalls hier.
Ein weiterer Stein gedenkt italienischer Soldaten, die nach der Kapitulation Italiens im September 1943 entwaffnet, interniert und zur Zwangsarbeit ins „Reich“ verschleppt wurden. Die italienischen Militärinternierten (IMI) blieben bis zum Kriegsende eine der am schlechtesten behandelten Gruppen unter den westeuropäischen Zwangsarbeitern.

„QUI RIPOSANO//MILITARI//ITALIANI//HIER RUHEN//ITALIENISCHE//SOLDATEN“

## Besondere Grabfelder
Der Heidefriedhof ist durch die geometrische Anlage seiner Grabfelder charakterisiert. Durch kreuzende Wege sind die Abteilungen leicht auffindbar. Eine einheitliche Gestaltung der Grabanlagen innerhalb von Abteilungen ist durch Belegungspläne festgelegt. Einige Grabfelder unterliegen besonderen Vorschriften. Dazu gehören auch die im Ehrenhain liegenden Grabfelder für die „Verfolgten des Naziregimes“ und für Kriegsopfer.

### Urnengemeinschaftsanlage

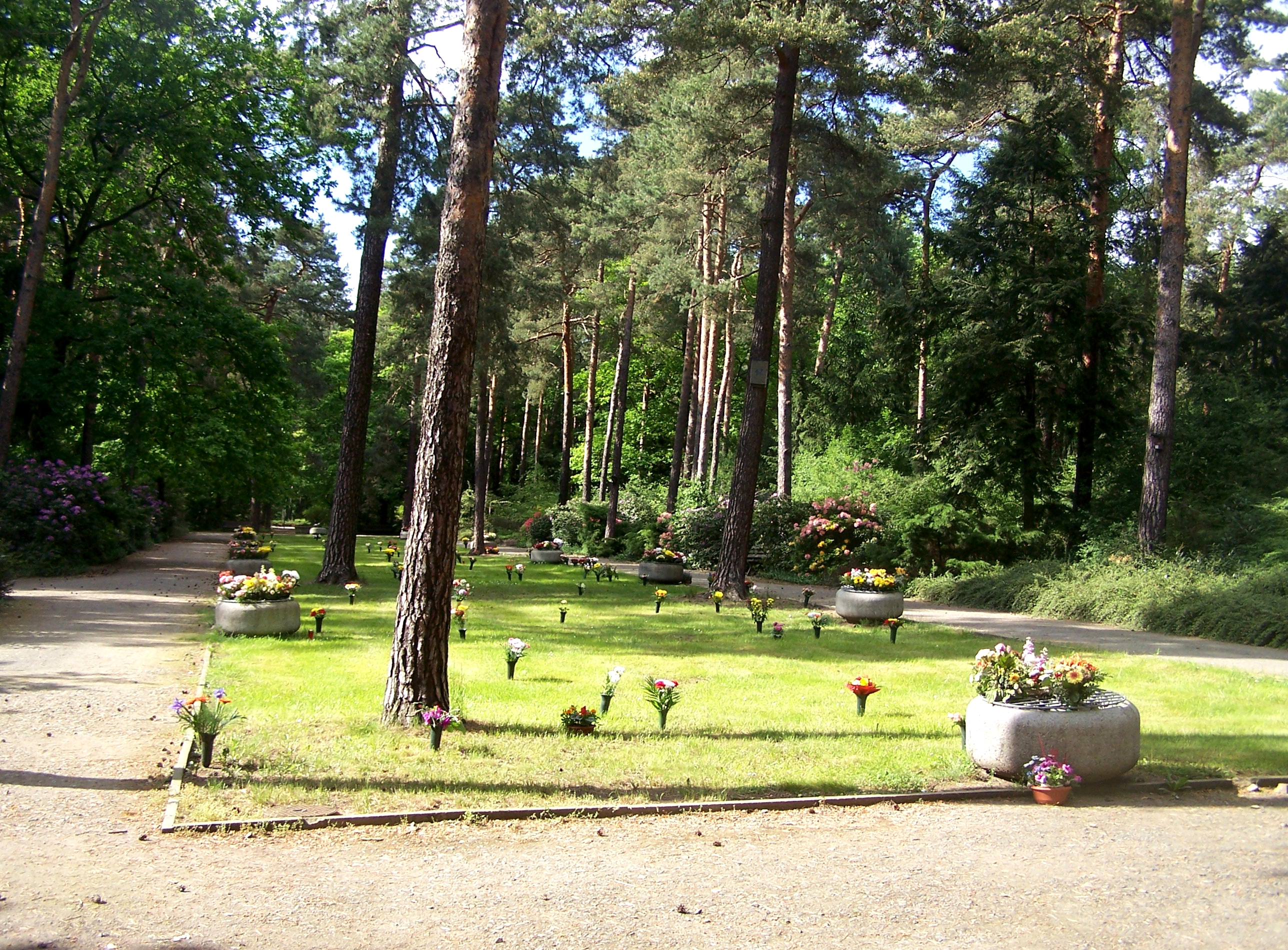
Anonyme Anlage, „Grüne Wiese“

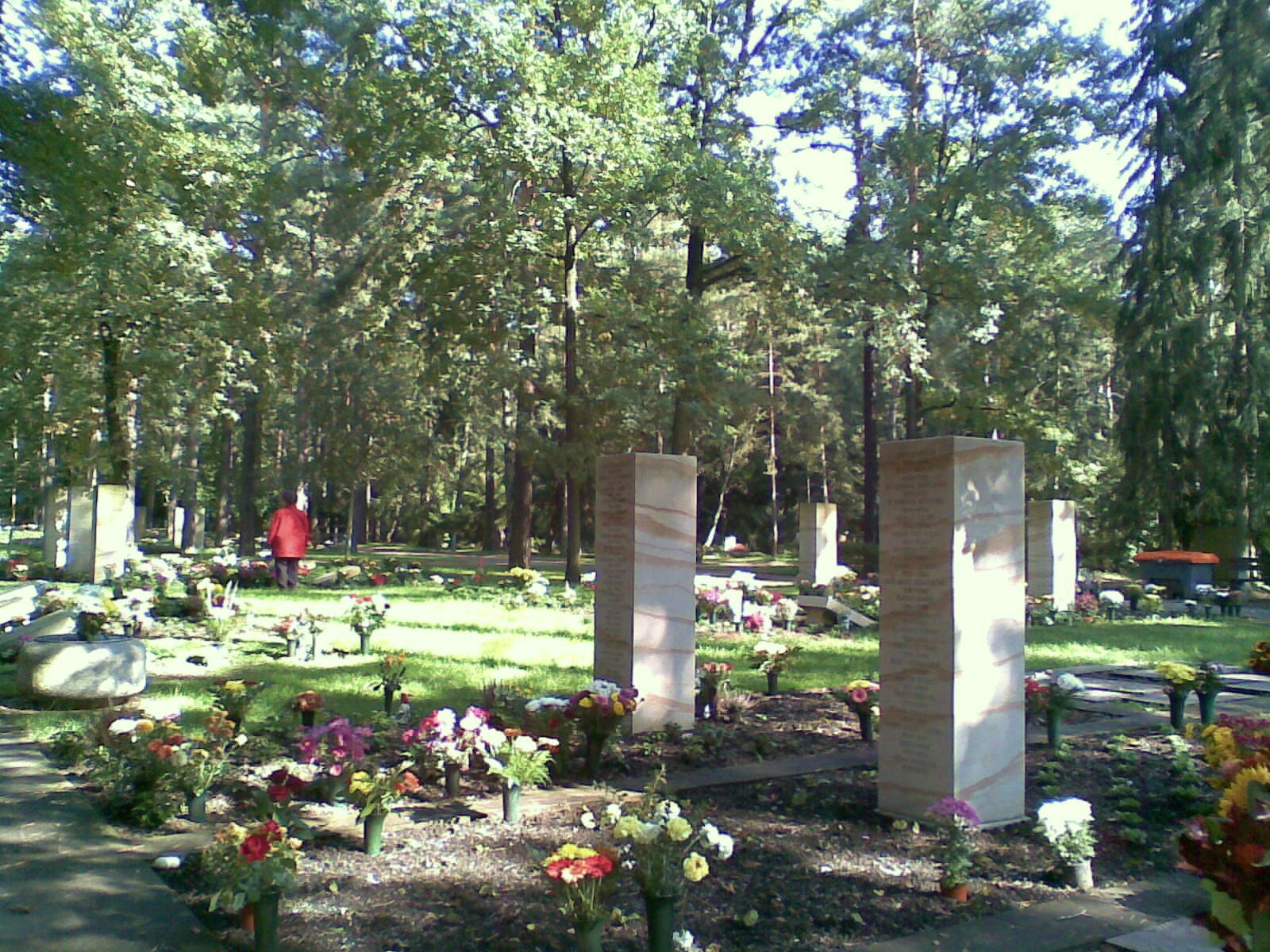
Die halbanonyme Gemeinschaftsanlage

Urnengemeinschaftsanlagen bieten den Nachkommen den Vorteil, dass die Grabpflege zentral übernommen wird. So ist die Grabstelle des Verstorbenen jederzeit gepflegt und in einem würdigen Zustand.

#### Anonyme Anlage
Im Jahr 1975 wurde die „anonyme Urnenanlage“ geschaffen, die im Sprachgebrauch „Grüne Wiese“ genannt wird, obwohl hier nicht verstreut, sondern entsprechend dem sächsischen Bestattungsgesetz die Asche in Urnen beigesetzt wird. Auf Wunsch der Verstorbenen erfolgt eine anonyme Bestattung auf dem Feld um den zentralen Gedenkstein. Dieser wurde von Rudolf Sitte unter dem Thema „Stirb und werde“ geschaffen. Es ist dargestellt, wie aus dem Alten das Neue hervorbricht. Auf Grund der Anonymität wird keine persönliche Gedenktafel eingebracht.

#### Halbanonyme Anlage
2000 wurde dem zunehmenden Wunsch nach einer halbanonymen Gemeinschaftsanlage entsprochen und ein Grabfeld eingerichtet. Es wurden 48 Teilflächen vorgesehen, die je mit einer Grabeinfassung umgeben sind. Auf jeder dieser Flächen können 20 Urnen in fünf Reihen beigesetzt werden. Jede Grabfläche ist mit einer einheitlichen bodendeckenden Bepflanzung gestaltet und hat eine Stele oder eine Liegeplatte aus Sandstein. Die 20 Beigesetzten sind mit Namen sowie die Geburts- und Sterbedaten gekennzeichnet. So ist eine gemeinsame Pflege durch die Verwaltung möglich und dennoch ein individueller Grabplatz geschaffen. Für individuelle Blumenspenden befinden sich an jeder Fläche Schalen. Diese Anlagen befinden sich rechts vom Hauptweg auf einer Fläche vor dem Ehrenhain.

### Teich der Erinnerung

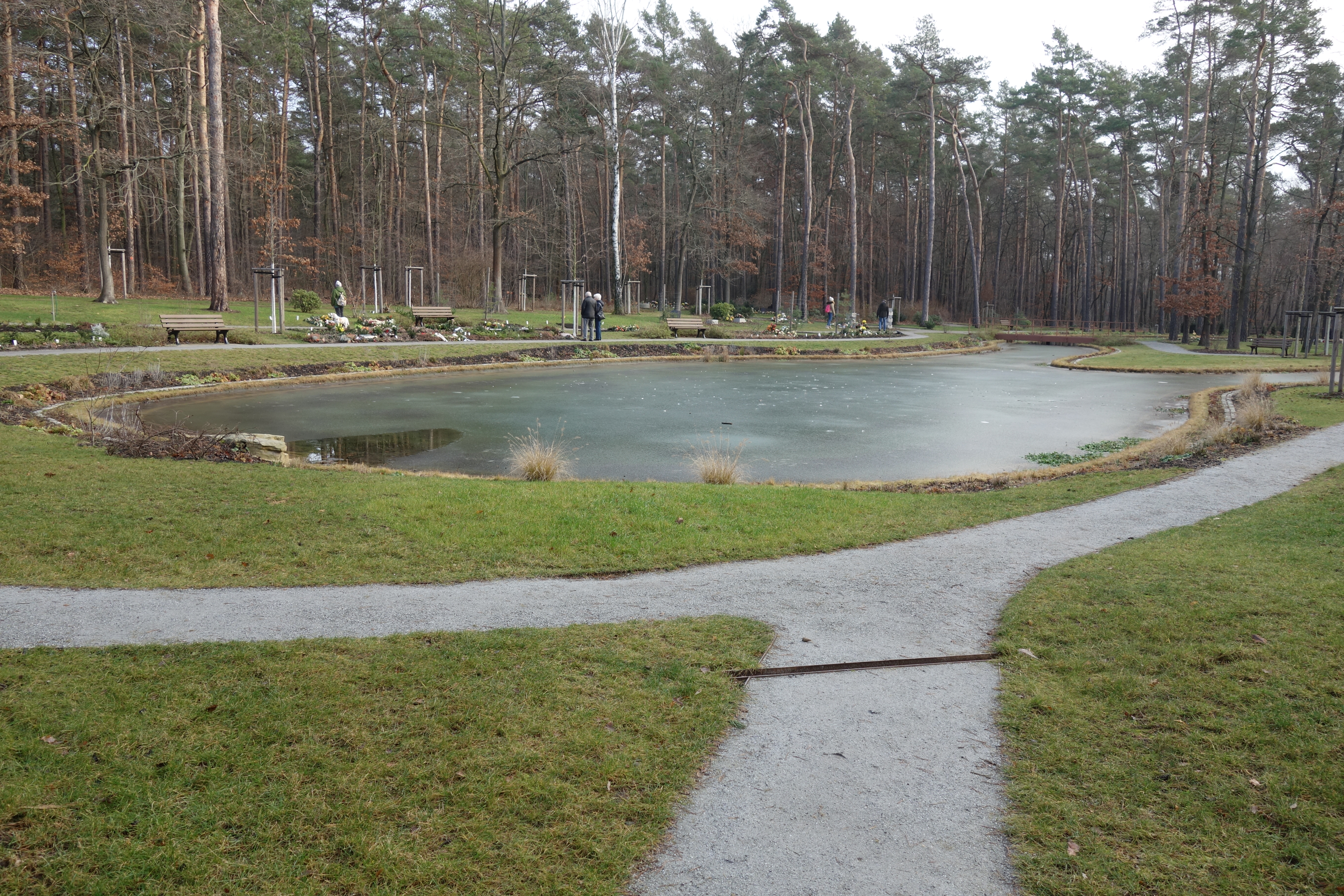
Dresden.Heidefriedhof.Teich der Erinnerung

Am 18. September 2020 wurde der Teich der Erinnerung südöstlich der Feierhalle eingeweiht. Die Anlage ist 5.000 Quadratmeter groß und naturnah angelegt. Sie ist für Partnergräber sowie naturnahe Urnengemeinschaftsgräber vorgesehen.
Der Teich ist circa 85 Meter lang und hat eine unterschiedliche Breite zwischen 19 und 31 Meter. Die Wasserfläche beträgt circa 1.200 Quadratmeter mit einem Wasservolumen von rund 850 Kubikmetern, wobei der Teich Flachwasserzonen besitzt. Insgesamt wurden 2.050 Uferstauden und 330 Unterwasserpflanzen eingesetzt und gepflanzt. Im südlichen Teil befindet sich eine Insel mit einer Länge von 44 Metern und einer Breite von 18 Metern. Die 565 Quadratmeter große Insel ist über eine Fußgängerbrücke zu erreichen. Die neue Teichanlage ist in ihrer Form einzigartig in Sachsen.

### Kindergrabanlagen
Auf dem Friedhof befindet sich auch ein besonderes Gräberfeld für Kinder. Dies ist eine besondere Anlage mit einer auf zehn Jahre verkürzten Ruhefrist. Sie bietet die Möglichkeit zur Beisetzung von Fehl- und Totgeburten.

### Buddhistische Grabanlage

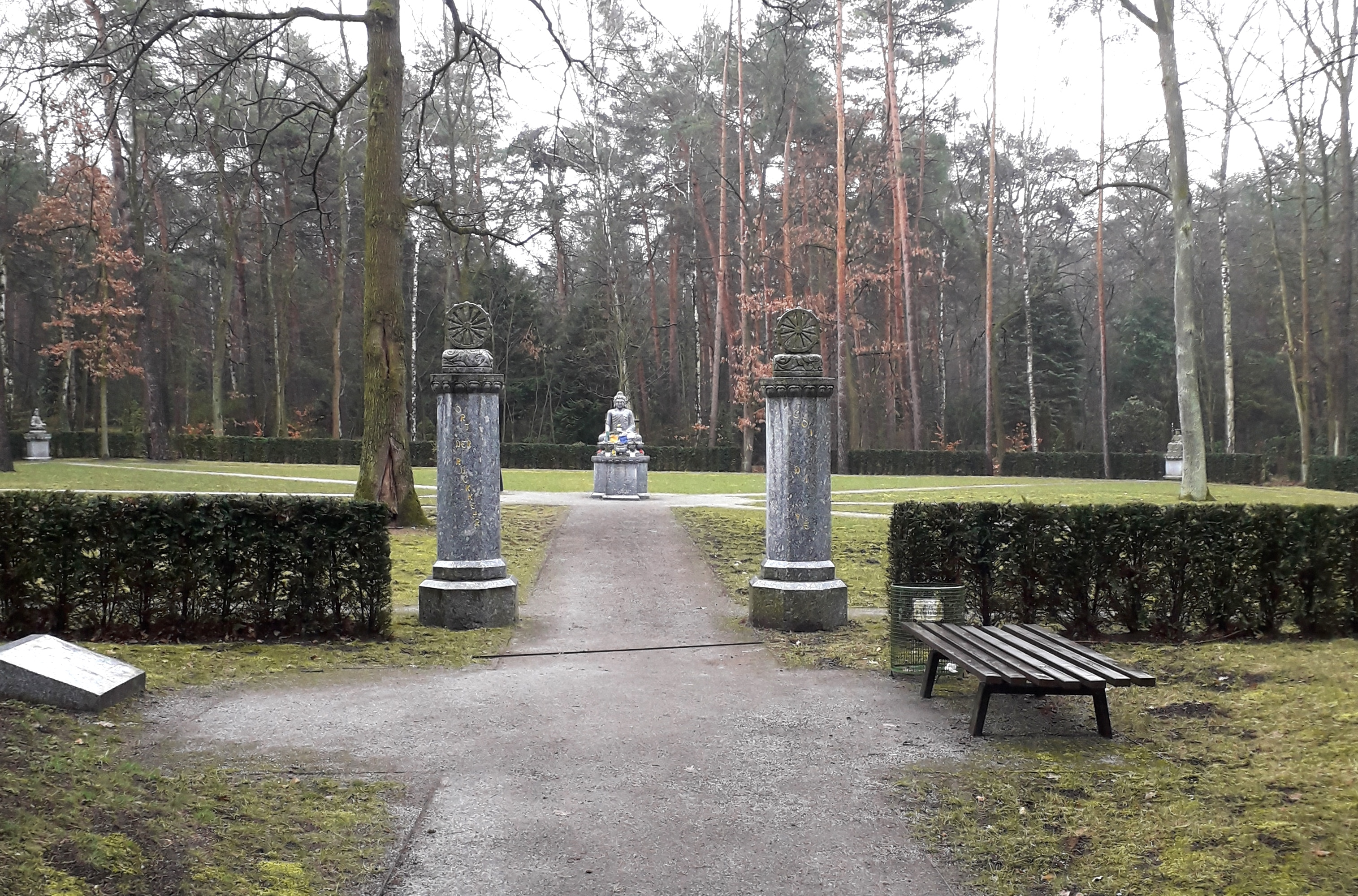
Buddhistische Grabanlage, Eingangsbereich

Am 27. September 2015 wurde in der Nähe des Gräberfeldes E 13 im nördlichen Teil des Heidefriedhofes auf einer Gesamtfläche von etwa 2000 m² die buddhistische Grabanlage nach dem Großen Zeremonial-Ritual der Buddhistischen Grabstätten-Weihe übergeben. Diese ist die erste buddhistische Begräbnisstätte in ganz Osteuropa. Sie wurde errichtet vom Vietnamesisch Buddhistischen Kulturzentrum in Sachsen e. V. und aus Eigenmitteln, aus Mitteln der Stadt Dresden, aus Spenden und anderen Unterstützungen finanziert. Träger der Anlage ist die Landeshauptstadt Dresden. Die Anlage steht allen Glaubensschulen und Nationalitäten offen.
Der Zugang zur eigentlichen Grabstätte wird von zwei etwa 2,5 Meter hohen Granit-Säulen gerahmt, auf denen sich je ein Lebensrad befindet, die sowohl die Unendlichkeit des Lebens als auch das Rad der Lehre Buddhas veranschaulichen. Die Speichen verkörpern den Edlen Achtfachen Pfad bzw. den
Heiligen Achtfachen Pfad. An den Säulen ist in vier Sprachen (deutsch, vietnamesisch, englisch und in Pali) der Weihe-Name Ort der Rückkehr graviert.
Auf dem Areal ist ein Quadrat mit 42 Metern Kantenlänge als eigentliche Grabstätte angelegt. In den Ecken sind vier Granit-Statuen von wichtigen Bodhisattvas aufgestellt, die die Vier Edlen Wahrheiten darstellen. Das Quadrat ist durch sich im Mittelpunkt kreuzende Parallelen und Diagonalen sternförmig in acht Wege und damit in acht Einzelfelder unterteilt, die wiederum den Heiligen Achtfachen Pfad bzw. das Lebensrad symbolisieren. Im Mittelpunkt der Grabstätte ist als Zentralpunkt eine etwa 2,5 Meter hohe und 9 Tonnen schwere monolithische Buddha-Statue aus vietnamesischem Granit aufgestellt, die zum Eingang der Anlage blickt.
Eine hinter der Statue anstelle eines Heiligen Feigenbaumes (Indische Pappelfeige, Ficus religiosa) gepflanzte Linde öffnet symbolisch den Weg ins Universum. Die Linde wurde als Ersatz für die nach buddhistischen Regeln erforderliche Pappelfeige gewählt, weil diese in Mitteleuropa Wärmeschutz benötigen würde.
Am 1. März 2019 fand in Anwesenheit von vielen Ehrwürdigen Mönchen und Nonnen sowie im Beisein von 150 Gläubigen und Trauer-Gästen die erste buddhistische Grablegung nach den traditionellen Beerdigungs-Ritualen statt. Die feierliche Zeremonie wurde zelebriert vom Hochehrwürdigen Mönch und Lehrer, Bhiksu Thich Hanh Tan, Abt des buddhistischen Amitayus Retreat Klosters Schönfeld.

### Gräberfeld für Muslime

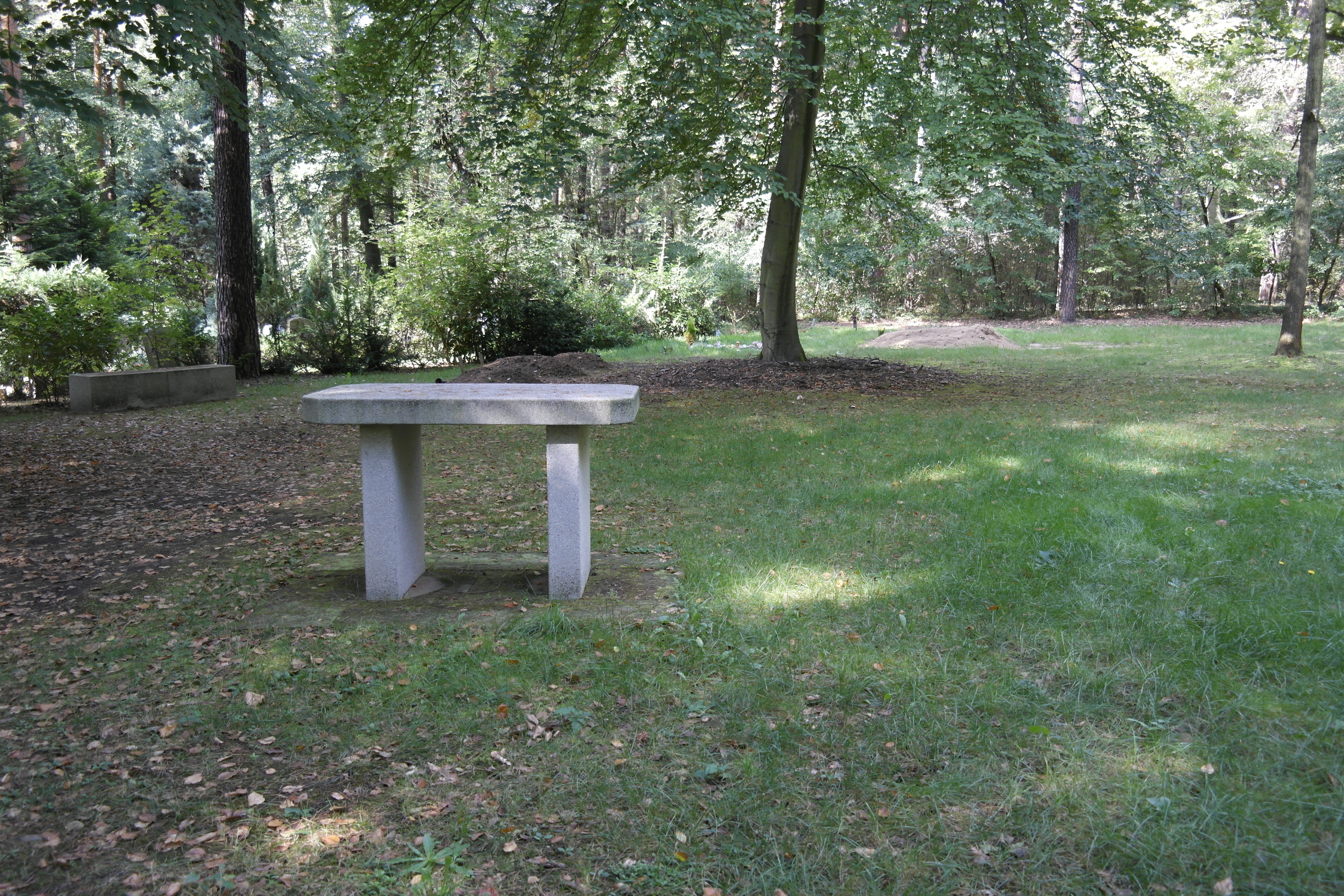
Gräberfeld für Muslime

Auf dem Heidefriedhof existierte bereits ab 1996 ein kleiner Bestattungsort für Muslime. Dieser wurde 2012 auf 440 Quadratmeter erweitert und eingeweiht. Das Gräberfeld ist für 70 Beisetzungen ausgelegt und durch eine Hecke von anderen Gräbern abgetrennt. Das Areal ermöglicht die besonderen Bestattungsrituale des Islams, wie sie vom Koran gefordert werden. Unter anderem sind die Gräber und der Tisch für die Aufbahrung des Toten im Rahmen der Verabschiedungszeremonie nach Mekka ausgerichtet. Zudem wird die rituelle Waschung der Trauergäste an einer Wasserstelle ermöglicht. Die Beisetzungen finden als Sargbestattung statt.

## Grabstätten bekannter Persönlichkeiten

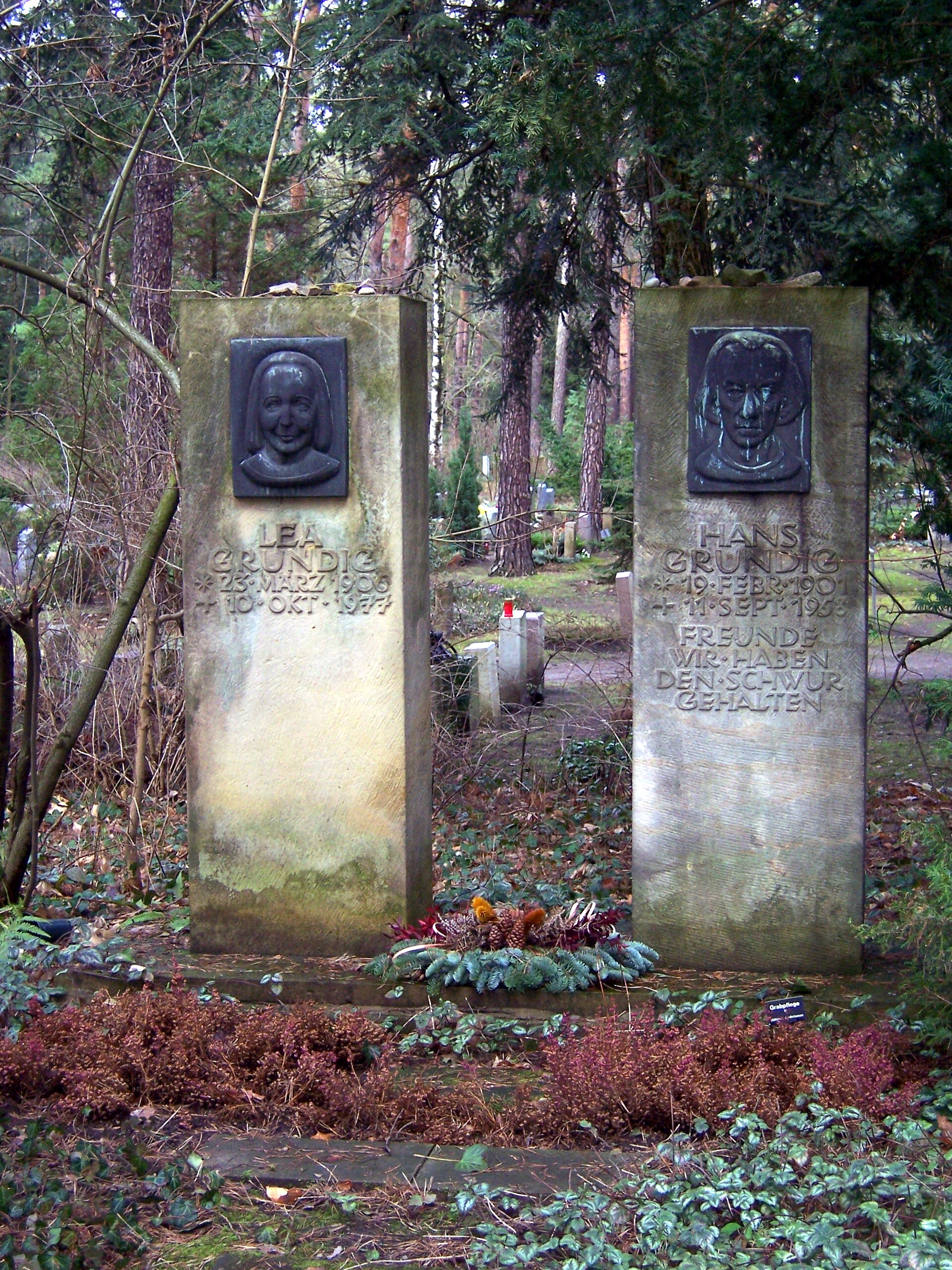
Grab von Hans und Lea Grundig

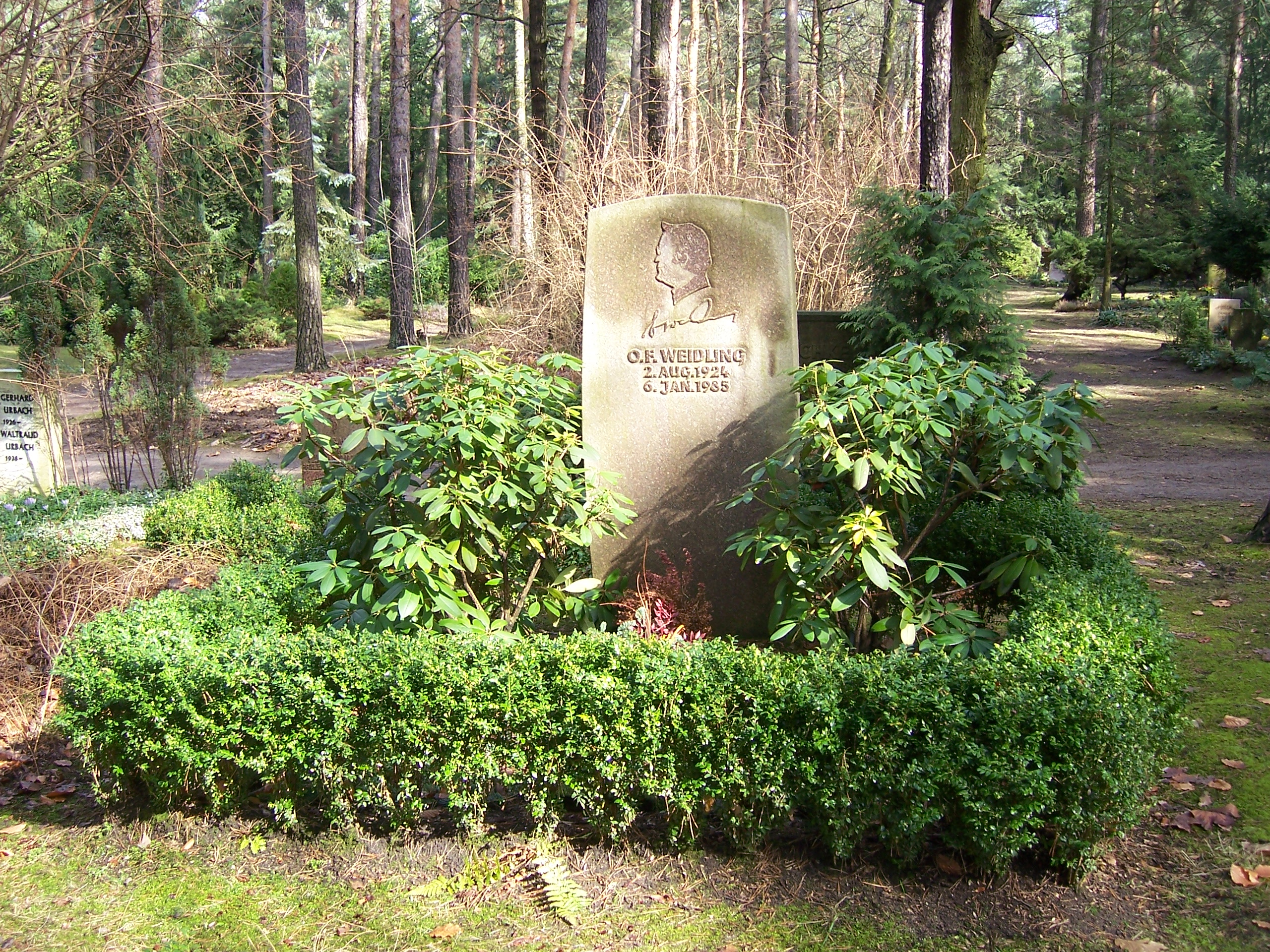
Grab von O. F. Weidling

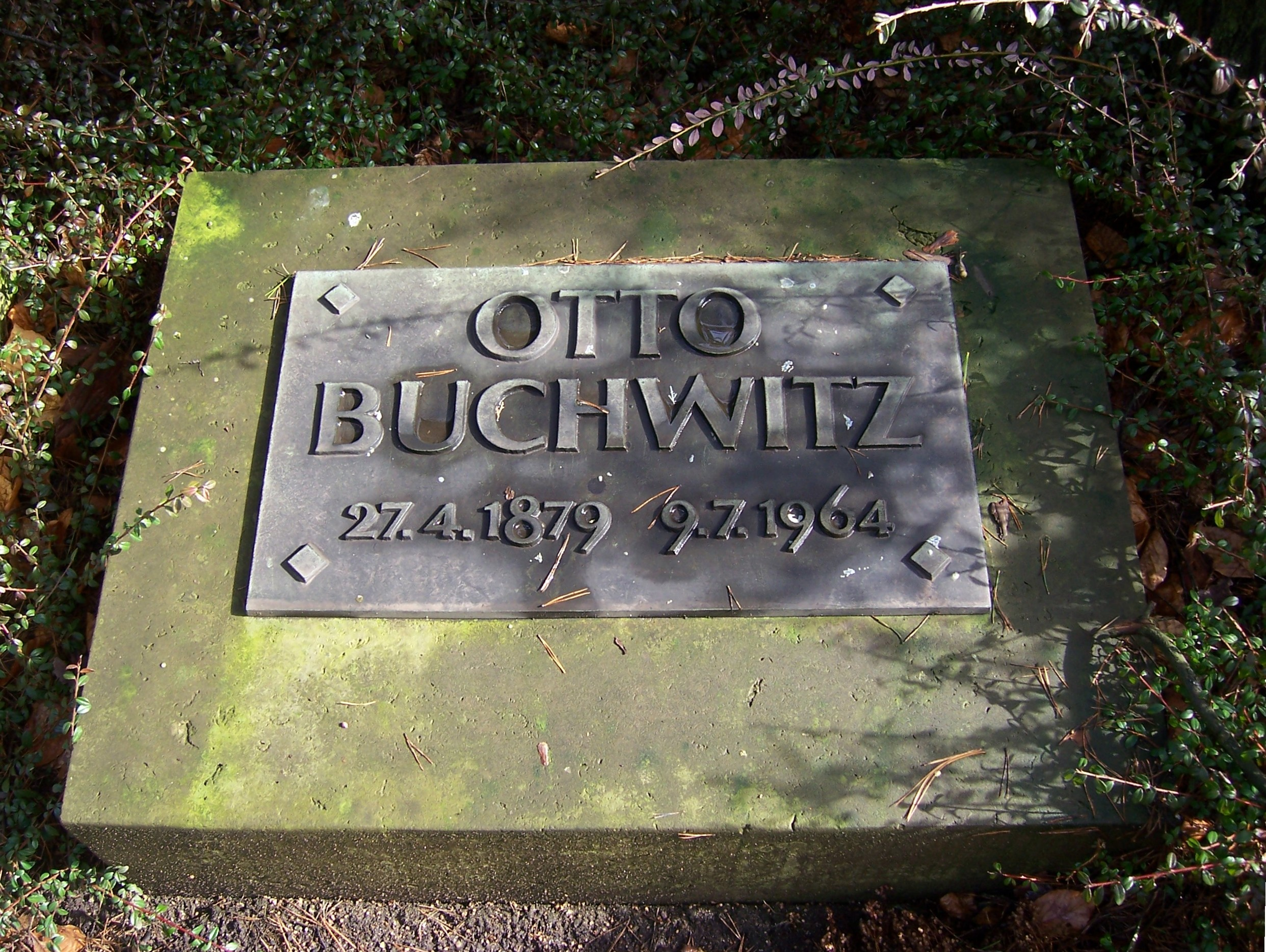
Grab von Otto Buchwitz

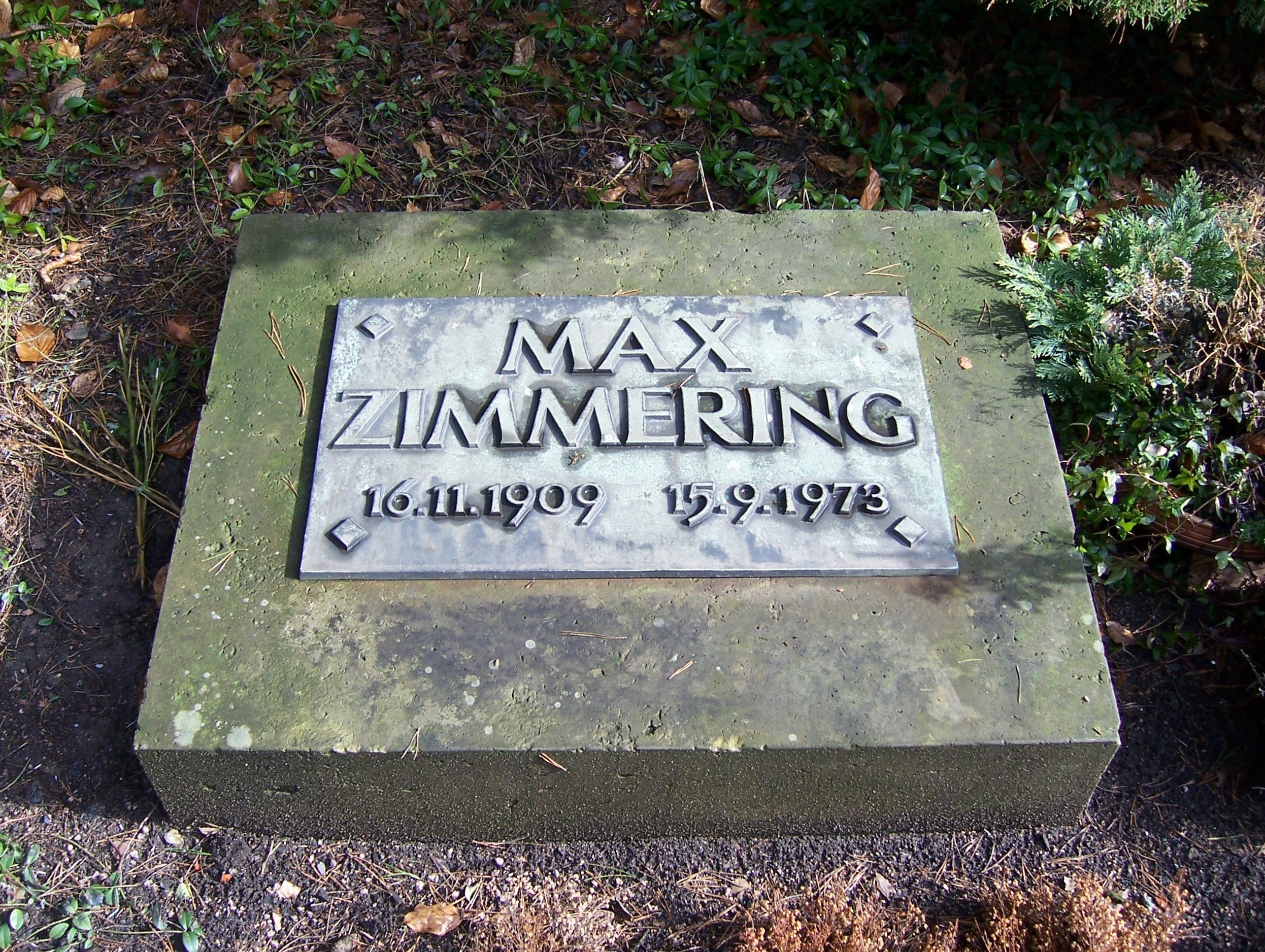
Grab von Max Zimmering

- Wilhelm Adam (1893–1978), Politiker und General
- Artur Bär (1884–1972), Maler
- Friedrich A. Bäßler (1884–1956), Lehrer, Ornithologe und Botaniker
- Rudolf Bergander (1909–1970), Maler
- Ursula Bergander (1912–1996), Ärztin
- Otto Buchwitz (1879–1964), Präsident des sächsischen Landtags
- Kurt Dämmig (1884–1944), Bildhauer
- Fritz Deumlich (1923–2005), Geodät
- Elsa Fenske (1899–1946), Politikerin
- Rainer Fetscher (1895–1945), Arzt
- Fidelio F. Finke (1891–1968), Komponist
- Karl Friedemann (1906–2000), Widerstandskämpfer, Ehrenbürger Dresdens
- Rudolf Friedrichs (1892–1947), Ministerpräsident Sachsens von 1945 bis 1947
- Walter Fritzsch (1920–1997), Trainer von Dynamo Dresden
- Hans Frühauf (1904–1991), Elektrotechniker
- Hans Grundig (1901–1958), Maler und Grafiker
- Lea Grundig (1906–1977), Malerin und Grafikerin
- Paul Gruner (1890–1947), Politiker
- Herbert Gute (1905–1975), Oberbürgermeister von Dresden
- Konrad Hahnewald (1888–1962), Gewerkschafter und Widerstandskämpfer
- Max Heldt (1872–1933), Politiker, sächsischer Ministerpräsident
- Eugen Hoffmann (1892–1955), Bildhauer und Grafiker
- Günther Hofmann (1927–2013), Opernsänger und -regisseur
- Werner Hofmann (1907–1983), Grafiker und Maler
- Erich Höhne (1912–1999), Fotograf und Chronist
- Heinz Jungnickel (1914–2006), Kältetechniker
- Olga Körner (1887–1969), Politikerin und Frauenrechtlerin
- Auguste Lazar (1887–1970), österreichische Schriftstellerin
- Dieter Legler (1934–2003), Fußballspieler
- Heinz Lohmar (1900–1976), Maler
- Manfred Luther (1925–2004), Maler, Konstruktivist und Philosoph
- Oskar Mai (1892–1945), Arbeiterfunktionär und antifaschistischer Widerstandskämpfer
- Rudolf Nehmer (1912–1983), Maler
- Waltraud Nowarra (1940–2007), Schachspielerin
- Richard Peter sen. (1895–1977), Fotograf
- Karl Quarck (1869–1949), Landschaftsmaler
- Rudolf Renner (1894–1940), Fraktionsvorsitzender der KPD im Sächsischen Landtag
- Wilhelm Richter (1906–1978), Physiker
- Rudi Schiemann (1901–1970), Schauspieler
- Kurt Schlosser (1900–1944), Widerstandskämpfer
- Eva Schulze-Knabe (1907–1976), Malerin
- Max Seydewitz (1892–1987), Ministerpräsident Sachsens von 1947 bis 1952
- Ruth Seydewitz (1905–1989), Schriftstellerin
- Bruno Siegel (1890–1949), Arbeiterfunktionär, Politiker und Widerstandskämpfer
- Rudolf Sitte (1922–2009), Bildhauer und Maler
- Bernhard Stohr (1899–1971), Geschichtsmethodik
- Alfred Thiele (1904–1934), Arbeiterfunktionär und Widerstandskämpfer
- Johannes Paul Thilman (1906–1973), Komponist
- Otto Trillitzsch (1898–1974), Politiker
- Fritz Tröger (1894–1978), Maler
- Wolfgang Ullrich (1923–1973), deutscher Zoologe, Tierfilmer und Tierbuchautor
- O. F. Weidling (1924–1985), Conférencier
- Walter Weidauer (1899–1986), Oberbürgermeister Dresdens
- Max Zimmering (1909–1973), Schriftsteller
- Karl Zuchardt (1887–1968), Schriftsteller

Auf dem Heidefriedhof befindet sich das Grab von Familienangehörigen von Hanns Rothbarth, der am 11. Oktober 1944 zusammen mit Ernst Schneller und weiteren 25 Opfern von der SS im KZ Sachsenhausen erschossen worden ist.

## Jährliches Gedenken an die Toten der Luftangriffe und Vandalismus
Am Morgen des 13. Februars fand bis 2014 alljährlich die offizielle Feierstunde zum Gedenktag an die Luftangriffe auf Dresden statt. Während Rechtsextremisten und Neonazis die Teilnahme an den offiziellen Kranzniederlegungen eine Zeitlang verwehrt geblieben war und sie ihre Aktionen erst nach dem Ende der offiziellen Feier entfalten konnten, stand der NPD mit ihrem Einzug in den Sächsischen Landtag auch die Teilnahme (2005–2014) am offiziellen Protokoll zu. Seit 2015 finden Gedenkveranstaltungen eher dezentral statt.
Im Umfeld des 13. Februar kam es in der Vergangenheit immer wieder zu Vandalismus auf dem Friedhof. Im Jahr 2019 und 2021 kam es zu Farbanschlägen auf Gedenkstätten des Friedhofs, so wurde 2019 die Stele Dresden des Ehrenhains beschädigt. Im Januar 2022 wurde die Skulptur Trauerndes Mädchen am Tränenmeer mit einem Trennschleifer abgesägt und vom Sockel gestoßen. Die Restaurierung und Wiederaufstellung der Figur erfolgte am 13. Februar 2022. Für den Friedhof wurden verschiedene Sicherheitskonzepte geprüft, wobei der Heidefriedhof jährlich um den 13. Februar bereits durch „gezielte Bestreifung durch Wachdienste und Polizei“ gesichert wird.